# Non-Disjunction

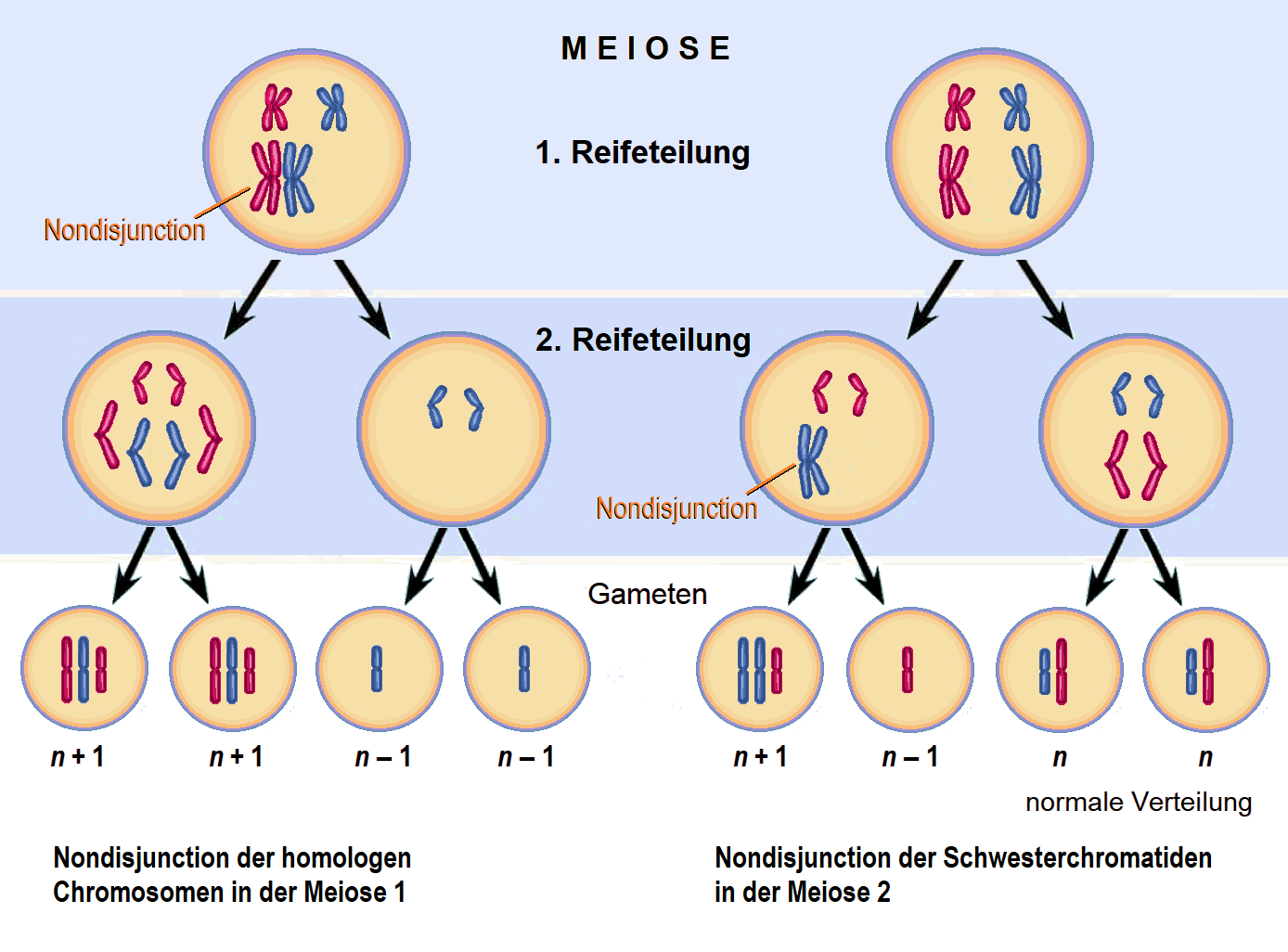
Non-Disjunction bei der ersten oder zweiten Reifeteilung.

Unter dem Begriff Non-Disjunction (englisch disjunction ‚Trennung‘), auch Nondisjunction und unter dem Synonym Fehlsegregation bekannt, versteht man in der Genetik das fehlende Auseinanderweichen von zwei homologen Chromosomen bei der Meiose I oder das Nichttrennen von Schwesterchromatiden durch eine Störung der Anaphase während der Mitose, Meiose I oder der Meiose II.
In der Regel bewegen sich die Chromosomen bzw. Chromatiden bei der Segregation in der Anaphase der Kernteilung zu den entgegengesetzten Polen des Spindelapparates. In selteneren Fällen bewegen sich beide in dieselbe Richtung und gelangen in dieselbe Tochterzelle. Die entstehenden Tochterzellen haben dadurch entweder ein Chromosom zu viel oder ein Chromosom zu wenig.
Fehlt ein Chromosom in einer ausgebildeten Eizelle oder Spermienzelle, entsteht nach einer Befruchtung in der Zygote eine Monosomie, da sie nur eine Kopie des Chromosomes – entweder von der Mutter oder vom Vater – aufweist. Bei einem überzähligen Chromosom in einer Eizelle oder Spermienzelle entsteht nach einer Befruchtung eine Trisomie.
Non-Disjunction ist die häufigste Ursache für solche Aneuploidien. Fehlverteilungen von Chromosomen durch Non-Disjunction passieren meistens während der Oogenese bzw. Spermatogenese. Sie können aber auch in Körperzellen bei mitotischen Teilungen stattfinden, so dass infolgedessen nicht in allen Zellen des Organismus eine Aneuploidie vorliegt, sondern nur in denen, die aus den betreffenden Zellen hervorgehen. Bei der Mitose und bei der zweiten Reifeteilung der Meiose ist die Ursache der Non-Disjunction eine fehlende Lösung der Centromere, der Verbindungsstelle der beiden Chromatiden. Bei der ersten Reifeteilung führt eine fehlende, manchmal auch eine vorzeitige Lösung der Chiasmata zu Verteilungsstörungen.